# ディグンティ寺
ディクンティル寺（Drikung Thil Monastery）は、チベット仏教のディクン・カギュ派の総本山。チベット自治区ラサ市メルド・グンカル県にある。
1167年ミニャク・ゴムリンによって創建。中国侵攻後、インドのウッタラーカンド州デラドゥンに亡命。基本的に2人の化身ラマが交代で座主をすることとなっているが、現在チベットにいるのは第36代のディクン・チュン＝ツァン・リンポチェ。第37代のディクン・チェ＝ツァン・リンポチェはインドに亡命してそこにチャンチュプリン寺を建設し、在住している。